# ویسینیتی
ویسینیتی (انگلیسی: Vicinity) شرکت املاک استرالیایی است، که در سال ۱۹۵۸ تأسیس شد.